# Tylos nudulus
Tylos nudulus är en kräftdjursart som beskrevs av Gustav Budde-Lund 1906. Tylos nudulus ingår i släktet Tylos och familjen Tylidae. Inga underarter finns listade i Catalogue of Life.